# LiveAndWell.com
LiveAndWell.com is een livealbum van de Britse muzikant David Bowie, uitgebracht in 1999. Het album was lange tijd niet commercieel beschikbaar en kon alleen verkregen worden door te abonneren op Bowie's website BowieNet. Het album is opgenomen tijdens verschillende concerten van Bowie's Earthling Tour in 1997 en bevat nummers van zijn destijds meest recente albums 1. Outside en Earthling. In 2000 werd het album opnieuw uitgebracht met een bonus-CD bestaande uit vier zeldzame remixes, waaronder een mix van het nummer "Fun", een lied dat nooit officieel werd uitgebracht.
Op 15 januari 2021 werd voor het eerst een commerciële versie van LiveAndWell.com uitgebracht. In deze hoedanigheid maakt het album deel uit van Brilliant Live Adventures, een set van zes livealbums die in de tweede helft van de jaren '90 waren opgenomen.

## Tracklist
CD 1
1. "I'm Afraid of Americans" 3 (Bowie/Brian Eno) – 5:14
2. "The Hearts Filthy Lesson" 2 (Bowie/Eno/Reeves Gabrels/Mike Garson/Erdal Kızılçay/Sterling Campbell) – 5:37
3. "I'm Deranged" 1 (Bowie/Eno) – 7:12
4. "Hallo Spaceboy" 4 (Bowie/Eno) – 5:12
5. "Telling Lies" 1 (Bowie) – 5:14
6. "The Motel" 1 (Bowie) – 5:49
7. "The Voyeur of Utter Destruction (as Beauty)" 4 (Bowie/Eno/Gabrels) – 5:48
8. "Battle for Britain (The Letter)" 3 (Bowie/Gabrels/Mark Plati) – 4:35
9. "Seven Years in Tibet" 3 (Bowie/Gabrels) – 6:19
10. "Little Wonder" 3 (Bowie/Gabrels/Plati) – 6:19

CD 2 (Remixes)
1. "Fun" (Dillinja mix) (Bowie/Gabrels) – 5:52
2. "Little Wonder" (Danny Saber Dance mix) (Bowie/Gabrels/Plati) – 5:32
3. "Dead Man Walking" (Moby mix 1) (Bowie/Gabrels) – 7:32
4. "Telling Lies" (Paradox mix) (Bowie) – 5:11

- 1 Opgenomen in Paradiso in Amsterdam op 10 juni 1997.
- 2 Opgenomen Onbekend [Op de CD staat vermeld: Phoenix Festival in Long Marston op 19 juni 199, maar na het uitbrengen van het album in 2020 kwamen ze er achter dat dit een andere versie dan op de LP]
- 3 Opgenomen in de Radio City Music Hall in New York op 15 oktober 1997.
- 4 Opgenomen in het Metropolitan in Rio de Janeiro op 2 november 1997.

## Musici
- David Bowie: zang, gitaar, saxofoon
- Reeves Gabrels: gitaar, zang
- Gail Ann Dorsey: basgitaar, zang, keyboards
- Zachary Alford: drums
- Mike Garson: keyboards, synthesizer, piano